# Máquinas anatómicas

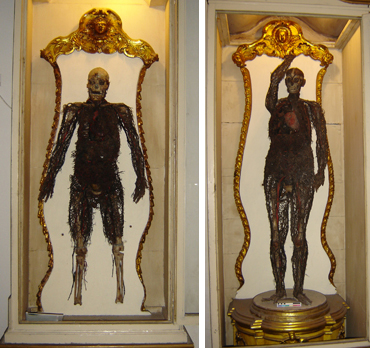
Las Máquinas anatómicas

Las Máquinas Anatómicas (del italiano: Macchine anatomiche) de la Capilla de Sansevero son un par de esculturas de carácter anatómico exhibidas en el sótano de dicha capilla y construidas a partir de los restos mortales de un varón y una mujer, de origen desconocido. Existen rumores sobre la existencia de una tercera "máquina" representando un bebé [cita requerida] que se da por desaparecida.
Las "máquinas" fueron construidas por Giuseppe Salerno (un anatomista de la ciudad de Palermo) entre los años 1763 y 1764, y encargadas por Raimondo di Sangro, ligado a la modernización y ampliación de la capilla (mandada construir inicialmente por su abuelo) en la que contribuyó tanto de forma económica como organizativa.
Son una de las atracciones turísticas más emblemáticas de la Capilla-museo de Sansevero.

## Descripción y descubrimiento
Las "máquinas anatómicas" fueron halladas en los sótanos de Sansevero un siglo después de la muerte de Raimondo di Sangro, considerado erróneamente el autor de las figuras. Se encuentran expuestos en el interior de dos armarios de madera con la parte delantera con un cristal que los separa de los turistas.
Las "máquinas" en cuestión son dos esqueletos humanos, pertenecientes a un hombre y una mujer (más un tercero desaparecido, correspondiente a un recién nacido)[cita requerida], sobre el que presentan un modelo anatómico del sistema circulatorio humano así como algunas de sus vísceras elaboradas en cera. La mujer se presupone que está representada embarazada por algunos autores.
Los huesos de los esqueletos se hallan unidos entre sí por clavos de hierro. Las calaveras además han sido serradas y pueden abrirse por medio de bisagras presentando en su interior la representación del intrincado sistema vascular cerebral.
El modelo de arterias y venas está coloreado identificando de rojo a las primeras y azul las segundas como es habitual en los tratados de anatomía.

## Información Histórica
La única información fehaciente de la época consiste en una serie de cartas y un contrato firmado encargando su construcción a Giuseppe Salerno por lo que sabemos que los modelos no fueron obra del propio Raimondo como está extendido a nivel popular. En dichos documentos no se especifica la técnica usada para su fabricación, no obstante. Sí se indica en éstos que algunos materiales como ceras de abeja y tinturas fueron proporcionados por el propio Raimondo al anatomista, lo que parece favorecer la hipótesis de que las figuras sean de manufactura humana.

## Leyenda temprana. Hipótesis de la Plastinación/Embalsamamiento
Durante mucho tiempo se especuló sobre la procedencia y manufactura de los modelos, generando una leyenda en torno a la supuesta plastinación o embalsamamiento de dos cadáveres por alguna técnica innovadora desarrollada por el propio Raimondo, hecho alimentado por las reiteradas negaciones a examinar los modelos anatómicos por los conservadores del museo.
Sin embargo, en el contexto histórico que se sitúan los modelos existían técnicas de embalsamamiento aunque éstas eran muy rudimentarias. Forma parte de la leyenda el descubrimiento y uso por parte de Raimondo de algún tipo de compuesto basado en el mercurio que sería capaz de petrificar las venas.
También se especuló con el momento de realizar dicho embalsamamiento (antes o después de la muerte de los sujetos) ya que aunque actualmente se disponen de bombas que insuflan el flujo de productos de embalsamar al cadáver (necesario para llegar a todos los rincones del aparato circulatorio) en el siglo XVIII debería haberse usado el bombeo natural del corazón humano para llevar la sustancia a todo el sistema circulatorio, siendo inyectado el producto con el sujeto aún vivo, o administrado en pequeñas dosis durante algún tiempo.
Se especuló igualmente con la idea de que la figura masculina fuera el propio Raimondo, aunque no existen pruebas que corroboren nada de lo anterior.

## Análisis de 2007
Es en el año 2007 cuando finalmente el museo de Sansevero da su beneplácito para someter a examen los modelos, que se lleva a cabo en el Instituto Americano para la conservación de la historia y trabajos artísticos (The American Institute for Conservation of Historic & Artistic Worksque o AIC) y esponsorizado por el instituto Londinense UCL Institute of Archeology a cargo de los especialistas R.F. Peters y L. Dacome.
En dicho estudio se dictaminó que ambos modelos son de manufactura humana, "fabricados artificialmente con una mezcla de ceras pigmentadas (mayormente cera de abeja), cable y fibras de seda, probablemente siguiendo técnicas comúnmente usadas por los anatomistas de la época". Los esqueletos sí serían de procedencia humana.

## Modelos Anatómicos similares
Cabe remarcar que este tipo de "esculturas" (mayormente realizadas en cera) eran comunes en el momento de fabricación de las "máquinas", encargadas a artistas y anatomistas por instituciones académicas y universidades como modelos para enseñar anatomía a sus alumnos, y las presentadas en Sansevero en realidad más que una curiosidad aislada son otra muestra de este tipo.
Como ejemplos, el Museo de Historia Natural de La Specola alberga multitud de éstos modelos de complejidad similar a los de Sansevero e inusitada belleza, o en España en la Universidad Complutense de Madrid también se exhiben esculturas de este tipo.